# Frank Moorhouse
Frank Moorhouse (n. 21 decembrie 1938, City of Shoalhaven⁠(d), Noul Wales de Sud, Australia – d. 26 iunie 2022, Sydney, Noul Wales de Sud, Australia) a fost un scriitor australian de nuvele, scenarii și romane.